# جون بييل
جون بييل (بالإنجليزية: John Beal)‏ هو ملحن أمريكي، ولد في 20 يناير 1947 في كاليفورنيا في الولايات المتحدة.

## وصلات خارجية
- جون بييل على موقع IMDb (الإنجليزية)
- جون بييل على موقع ميوزك برينز (الإنجليزية)
- جون بييل على موقع قاعدة بيانات الفيلم (الإنجليزية)